# Camellia costei
Camellia costei är en tvåhjärtbladig växtart som beskrevs av Leveille. Camellia costei ingår i släktet Camellia och familjen Theaceae. Inga underarter finns listade i Catalogue of Life.